# El xou de l'Scooby-Doo
El xou de l'Scooby-Doo (títol original en anglès, The Scooby-Doo Show) és una sèrie de televisió animada de comèdia de misteri estatunidenca. El títol de la sèrie és un terme paraigua per als episodis de la tercera encarnació de la franquícia Scooby-Doo de Hanna-Barbera. Un total de 40 episodis es van publicar durant tres temporades, de 1976 a 1978, a ABC, la qual cosa va marcar la primera sèrie d'Scooby Doo d'aquest canal de televisió. Setze episodis es van emetre com a segments de The Scooby-Doo/Dynomutt Hour el 1976, mentre que vuit es van emetre com a part d'All-Star Laff-A-Lympics de Scooby el 1977. Un darrer conjunt de setze episodis va sortir el 1978, amb deu que es van publicar individualment a la sèrie Scooby-Doo, on ets? i els sis restants com a segments d'Scooby's All-Stars. La sèrie s'ha doblat al català pel canal Super3.
Malgrat els canvis anuals en la manera d'emetre's, el tram 1976-1978 dels episodis d'Scooby-Doo representa, en tres temporades, el format més llarg del programa original abans de la unió d'Scrappy-Doo. Els episodis de les tres temporades es va tornar a emetre sota el títol The Scooby-Doo Show des de 1980; aquests episodis d'Scooby no es van emetre originalment amb aquest títol. Tots els crèdits d'aquestes versions sindicades tenen una data de drets d'autor de l'any 1976, tot i que la segona i tercera temporades es van produir originalment el 1977 i el 1978.
Fora dels Estats Units, les reposicions es van emetre a CBBC al Regne Unit fins al 2015. Com moltes sèries d'animació creades per Hanna-Barbera a la dècada de 1970, el programa contenia una pista de rialles creada per l'estudi.